# ريزا (ألمانيا)
ريزة (بالألمانية: Riesa) هي بلدة ألمانية في ولاية ساكسونيا تابعة بتقسيمها الإداري لمدينة مايسن. يقدر عدد سكانها نهاية العام 2017 بـ 31.080 نسمة.
وتقع البلدة على الضفة الغربية من نهر إلبة الذي يمر بمحاذاتها دون أن يقسمها. كما كانت تعتبر البلدة قديما مركزا صناعيا مهما وخصوصا خلال حقبة المانيا الشرقية حيث كان مصنع الحديد فيها يستخدم آلاف العمال ولكن بعد الوحدة أغلق المصنع وأضطر عديد العائلات إلى الخروج من البلدة ما أدى لتناقص عدد سكانها بشكل كبير.
أكثر ما يميز بلدة ريزة هو الاهتمام الرياضي اذ تسمى ريزة «مدينة الرياضة» ويقام فيها سنويا عدد كبير من البطولات القارية والعالمية كالجمباز والرقص الإيقاعي والدارت ومسابقات الجر للشاحنات وعروض الدراجات النارية ومسابقات المركبات العملاقة. كما أقيم فيها بطولة العالم لمصارعة السومو في العام 2003. كما كانت محطة زيارة لبطل الملاكمة العالمي محمد علي خلال زيارته لألمانيا في العام 2002.

## الصناعة
تنتشر الشركات والمصانع الكبيرة والصغيرة في المدينة وحولها، وأهم هذه المصانع: مصنع الحديد فيرالبي، ومصنع الشرائح الألكترونية نيويزالكترونكس والذي يعتبر من أهم المصنعين في ولاية ساكسونيا وألمانيا ، بالإضافة لمصنع المعكرونة وفرع مصنع جووديير دنلوب لتصنيع إطارات السيارات .
كما أن هناك ميناءا صغير لنقل البضائع كان قد تم تطوير وتحديث المجرى المائي الخاص به بنهاية العام 2016 ليتناسب مع الحركة المستمرة لشحن البضائع عن طريق نهر إلبة.

## المواصلات
باعتبار أن البلدة كانت مركزا صناعيا هاما لذلك يمر منها خط سكة الحديد الرئيسية الدولية والتي تربط بين مدينتي دريسدن ولايبزغ. وخط يربط بين مدينة كيمنتس واليسترفيرده.

## المدن التوأمة
مدن Villerupt، مانهايم، روثرهام ‏، سوجو (مدينة)، ساندي (يوتا)، غلوغو وLonato del Garda هي مدن توأمة لـريزة.

## أعلام
- أولف كيرشتن
- ماكسيميليان أرنولد
- برنهارد كروغر
- كرستن ثييل
- لوثار كوربجويت